# معادلات التلغراف
معادلات التلغراف  في التقنية الكهربائية (بالإنجليزية: telegraph equations) هما معادلتان تفاضليتان خطيتان تصف الجهد والتيار الكهربائي في خط نقل واعتمادهما على المسافة في الموصل والزمن . توصل إلى تلك المعادلتين «أوليفر هيفيسايد» في عام 1880 حيث ابتكر نموذجا لخط نقل transmission line model . ويبين هذا النموذج أن موجة كهرومغناطيسية يمكنها الانعكاس في مثل هذا السلك وإمكانية ظهور عدة أشكال للموجة عبر طول الخط . وتنطبق النظرية والحسابات على خطوط النقل الكهربائي بمختلف الترددات ، من التردد العالي مثل خطوط التلغراف وتنطبق أيضا على موصلات تردد الراديو وأسلاك التليفون وخطوط القوى الكهربائية المنخفضة التردد وكذلك على موصلات التيار المستمر.

## وحدة خط نقل

توضيح تركيب خط نقل.

تصف معادلات التلغراف الجهد والتيار في موصل باستخدام معادلات ماكسويل . ومن وجهة التبسيط العملي يعتبر الموصل مكونا من مجموعة كبيرة من مكونات الكهربائية يوصل بينها سلكين ، يتكون الموصل من عدد كبير من وحدات نقل قصيرة ، مكونة من :
- {\displaystyle R} المقاومة الموزعة وتقاس بالأوم لوحدة الطول ،
- ملفات حث متتابعة {\displaystyle L} (تعمل بالحث المغناطيسي) وتقاس هنري/ وحدة الطول،
- {\displaystyle C} مكثف بين السلكين ، ويقاس فاراد/وحة الطول .
- موصل {\displaystyle G} من مادة عازلة كهربائية تعزل السلكين حيث يحمل أحدهما الإشارة والآخر عودة الإشارة ، ويقاس سيمنز لوحدة الطول. طبقا للنموذج هذا الموصل له مقاومة {\displaystyle 1/G} أوم .

يتكون خط النقل من عدد لا نهاية له من تلك الوحدات المبينة في الشكل وأن قيم الوحدات تعين بالنسبة إلى «وحدة الأطوال» . وتعتبر كل تلك العناصر لا تتغير مع الزمن وكذلك لا يتغير الجهد والتيار . أما بالنسبة إلى التردد فمن الممكن أن يتغير مع الزمن .

### وظيفة كل عنصر

رسم توضيحي يبين سير موجة من دون فاقد في خط نقل وينتهي بمعاوقة توفيقية (مقاومة). الأحمر يمثل الجهد ، والأسود إلكترونات.

يمكن وصف وظيفة كل عنصر كهربائي طبقا لما في الشكل :
- ملف الحث L يجعل الإلكترونات كما لو كان لها قصور ذاتي ، فمن الصعب زيادة أو خفض التيار عن أي نقطة . الحاث الكبير تجعل الموجة تتقدم ببطء ، مثلما تتقدم موجة على حبل غليظ فتكون بطيئة عن عبورها لحبل خفيف ، وهي تخفض التيار بمعاوقتها .
- المكثف C يضبط تنافر الإلكترونات وبالتالي يضبط مدى تجاذبهم . وعندما يكون المكثف كبيرا يكون الجاذب والتنافر صغيرين لأن السلك الثاني (الذي يحمل شحنة عكسية) يخفض من قوة التجاذب أو التنافر . (أو بمعنى آخر ] تعمل السعة الكبيرة على خفض الجهد). المكثف الكبير يجعل مرور الموجة بطيئا (يخفض الجهد عند نفس التيار) .
- R هي مقاومة كل خط ، وG تسمح بقفز إلكترونات من سلك إلى سلك . الشكل إلى اليمين يبين خط نقل من دون فاقد ، حيث كل من R وG يساوي 0.

## قيم الخصائص الأولية لكابل تليفون
القيم الخاصة لنوع 24 جوج تليفون ، معزول بالبولي إيثيلين PIC عند 70° فهرنهايت.
| التردد | R      | L        | G      | C      |
| هرتز   | Ω/kft  | هنري/kft | µS/kft | nF/kft |
| ------ | ------ | -------- | ------ | ------ |
| 1      | 52.50  | 0.1868   | 0.000  | 15.72  |
| 1k     | 52.51  | 0.1867   | 0.022  | 15.72  |
| 10k    | 52.64  | 0.1859   | 0.162  | 15.72  |
| 100k   | 58.41  | 0.1770   | 1.197  | 15.72  |
| 1M     | 141.30 | 0.1543   | 8.873  | 15.72  |
| 2M     | 196.03 | 0.1482   | 16.217 | 15.72  |
| 5M     | 304.62 | 0.1425   | 35.989 | 15.72  |

كما توجد قوائم لأنواع كابلات أخرى تعمل حتى 50 ميجا هرتز.
الوحدات في القائمة: أوم/1000 قدم ، مللي هنري/1000 قدم ومللي سيمنز /1000 قدم ، نانوفاراد/كيلو قدم.
ويعتمد تغير R وL على تأثير جلدي (فيزياء) skin effect وتأثير القرب.

## معادلات التلغراف

### الخصائص العامة
إذا افترضنا خط نقل مستقيم يمتد في الاتجاه
{\displaystyle x} ، فتكون معادلتي التلغراف له:
{\displaystyle {\begin{alignedat}{2}{\frac {\partial U(x,t)}{\partial x}}&=-L'(x){\frac {\partial I(x,t)}{\partial t}}&&\,-R'(x)I(x,t)\\{\frac {\partial I(x,t)}{\partial x}}&=-G'(x)U(x,t)&&\,-C'(x){\frac {\partial U(x,t)}{\partial t}}\end{alignedat}}}
وتعتمد الدالات {\displaystyle R'}و {\displaystyle L'}و {\displaystyle G'} و{\displaystyle C'}
على المسافة على الخط . وفي العادة تكون تلك خصائص ثابتة للخط ولا تتغير بالمسافة عليه ، وهي تسمى«ثوابت الخط البدئية»:
- R' معامل المقاومة ويقاس بالأوم/وحدة الأطوال،
- C' معامل المكثف  ويقاس بالسعة / وحدة الأطوال
- L' معامل الحث ويعطي الحث/وحدة الأطوال،
- G' معامل توصيل ويقاس بالاوم/وحدة الأطوال بين السلكين الموصلين للتيار .

### استنتاج معادلتي التلغراف

الشكل 1: وحدة خط النقل.

يمكن استنتاج معادلتي التلغراف بتطبيق قانوني كيرشوف باعتبار خط النقل متكون من وحدات من تلك العناصر الكهربائية طول الوحدة {\displaystyle \Delta x}. وتتكون الوحدة من : سعة مكثف {\displaystyle C=C'(x)\Delta x} ، ومقاومة {\displaystyle R=R'(x)\Delta x}، وحثها الذاتي {\displaystyle L=L'(x)\Delta x}. ويعبر عن الفاقد بين السلكين بالمقاومة العرضية {\displaystyle G=G'(x)\Delta x} وهي عازلة بين السلكين .
وبتطبيق قانوني كيرشوف على تلك الوحدة المسلط عليها الجهد {\displaystyle U(x,t)} على الملف ، والمكثف ، والمقاومة {\displaystyle R} والجهد {\displaystyle U(x+\Delta x,t)} في نهايتها ، فنحصل مع مراعاة الإشارات على:
{\displaystyle U(x+\Delta x,t)-U(x,t)+RI(x+\Delta x,t)+L{\frac {\partial I(x+\Delta x,t)}{\partial t}}=0.}
وبالتعويض عن
{\displaystyle L=L'(x)\Delta x} و{\displaystyle R=R'(x)\Delta x} في المعادلة فنجد :
{\displaystyle U(x+\Delta x,t)-U(x,t)=-R'\Delta xI(x+\Delta x,t)-L'\Delta x{\frac {\partial I(x+\Delta x,t)}{\partial t}},}
فإذا كانت {\displaystyle \Delta x} صغيرة ، نحصل على:
{\displaystyle U(x+\Delta x,t)=U(x,t)+{\frac {\partial U(x,t)}{\partial x}}\Delta x}
وينتج عن ذلك:
{\displaystyle {\frac {\partial U(x,t)}{\partial x}}\Delta x=-R'\Delta xI(x+\Delta x,t)-L'\Delta x{\frac {\partial I(x+\Delta x,t)}{\partial t}}.}
وبالقسمة على {\displaystyle \Delta x} نحصل على:
{\displaystyle {\frac {\partial U(x,t)}{\partial x}}=-R'I(x+\Delta x,t)-L'{\frac {\partial I(x+\Delta x,t)}{\partial t}}.}
كما تنطبق في نفس الوقت :
{\displaystyle I(x+\Delta x,t)=I(x,t)+{\frac {\partial I(x,t)}{\partial x}}\Delta x}
وكذلك:
{\displaystyle {\frac {\partial I(x+\Delta x,t)}{\partial t}}={\frac {\partial I}{\partial t}}(x,t)+{\frac {\partial ^{2}I(x,t)}{\partial x\partial t}}\Delta x}
فإذا كانت {\displaystyle \Delta x} صغيرة ، أي {\displaystyle \Delta x\rightarrow 0}، تتبسط المعادلة إلى {\displaystyle I(x,t)} وبالتالي {\displaystyle \partial I(x,t)/\partial t}.
وبالتعويض عنها في المعادلة نحصل على:
{\displaystyle {\frac {\partial U(x,t)}{\partial x}}=-R'I(x,t)-L'{\frac {\partial I(x,t)}{\partial t}},}
وهذه هي المعادلة الأولى من معادلتي التلغراف. وبتطبيق القانون الأول لكيرشوف نحصل على:
{\displaystyle I(x+\Delta x,t)=I(x,t)-GU(x,t)-C{\frac {\partial U(x,t)}{\partial t}}.}
وبالتعويض :
{\displaystyle I(x+\Delta x,t)=I(x,t)+{\frac {\partial I(x,t)}{\partial x}}\Delta x}
وكذلك
{\displaystyle G=G'(x)\Delta x} und {\displaystyle C=C'(x)\Delta x} تعطي بعد قسمتها على {\displaystyle \Delta x} المعادلة الثانية من معادلتي التلغراف :
{\displaystyle {\frac {\partial I(x,t)}{\partial x}}=-G'U(x,t)-C'{\frac {\partial U(x,t)}{\partial t}}.}

## الفاقد خلال النقل
عندما يكون العنصران R وG صغيرين فيمكن إهمال تأثيرهما ويعتبر خط النقل مثاليا إذ لا يحدث فيه فاقد . في تلك الحالة فيعتمد النقل على L وC ، ونحصل على معادلتين تفاضليتين من الدرجة الأولى ، تصف أحدهما الجهد V عبر خط النقل والأخرى I، وتغيرهما مع طول الخط x والزمن t:
{\displaystyle {\frac {\partial }{\partial x}}V(x,t)=-L{\frac {\partial }{\partial t}}I(x,t)}
{\displaystyle {\frac {\partial }{\partial x}}I(x,t)=-C{\frac {\partial }{\partial t}}V(x,t)}
ويمكن تعديل المعادلتين فنحصل على معادلتين للموجة :
{\displaystyle {\frac {\partial ^{2}}{{\partial t}^{2}}}V={\frac {1}{LC}}{\frac {\partial ^{2}}{{\partial x}^{2}}}V}
{\displaystyle rac{\partial ^{2}}{{\partial t}^{2}}I=rac{1}{LC}rac{\partial ^{2}}{{\partial x}^{2}}I}
وفي حالة الاستقرار باعتبار موجة جيبية ({\displaystyle E=E_{o}\cdot e^{-j\omega (rac{x}{v}-t)}}، تتبسط المعادلتين إلى :
{\displaystyle rac{\partial ^{2}V(x)}{\partial x^{2}}+\omega ^{2}LC\cdot V(x)=0}
{\displaystyle rac{\partial ^{2}I(x)}{\partial x^{2}}+\omega ^{2}LC\cdot I(x)=0}
حيث {\displaystyle \omega } هو التردد في حالة الاستقرار.
وإذا كان الخط لا نهائي في الطول أو عند وجود معاوقة في آخره فإن تلك المعادلات تعبر عن وجود موجة تمر في الخط بسرعة {\displaystyle v=rac{1}{\sqrt {LC}}}.

## اقرأ أيضاً
- حساب التيار المتردد
- معاوقة
- معاوقة الدخول
- دائرة مقاومة ومكثف
- دائرة مقاومة وملف
- دائرة رنان توافقي
- دائرة رنين
- مرشح
- رنان ملف ومكثف
- محاثة متبادلة